# Панка Пелишек
Панка Пелишек е българска пианистка от чешки произход.

## Биография
Родена е през 1899 година в София в семейството на валдхорнист. Баща ѝ Вацслав Пелишек е от чешките музиканти, които идват в България непосредствено след Освобождението, за да подпомогнат развитието на музикалния живот в страната. Майка ѝ Вероника Шпиндлер е внучка на чешкия композитор Фриц Шпиндлер.
Панка Пелишек започва да учи пиано на 10-годишна възраст при Франк. По-късно е ученичка в Държавното музикално училище последователно при Людмила Прокопова и Андрей Стоянов, а след като го завършва през 1918 г. работи известно време при Иван Торчанов.
На 18-годишна възраст Пелишек е вече добре известна пианистка. Тя акомпанира известни български певци и инструменталисти или участва като солистка на техни концерти. През 1918 г. учи два месеца в Будапеща при унгарския пианист Арнолд Секей. По-късно, през 1923 година завършва Виенската консерватория като ученичка на бележития клавирен педагог Йосиф (Юзеф) Хофман. През последната година от следването си концертира заедно с Констанца Кирова във Виена, Грац и Залцбург, след което се завръща в България.
В България Панка Пелишек концертира и развива активна дейност като клавирен педагог. Тя изпълнява концерти за пиано и оркестър от Лудвиг ван Бетховен (до минор, сол бемол мажор), Фредерик Шопен (фа минор), Ференц Лист (ми бемол мажор), Роберт Шуман, Едвард Григ, „Фантазия“ от Ференц Лист, почти всички сонати на Бетховен, както и пиеси от български автори като Светослав Обретенов, Панчо Владигеров и други автори.
След 9 септември 1944 г. съвместно с Държавния радиоквартет „Аврамов“ изпълнява творби на Моцарт, Антонин Дворжак и други. Концертната ѝ дейност е особено активна до 1950 г. Освен солидната техника, красив тон и релефно фразиране изпълнителското изкуство на Пелишек се отличава и с тънък вкус и проникновено предаване на съдържанието на музикалните творби. Много висока оценка получават на времето нейните интерпретации на „Карнавала“ и Концертът за пиано от Роберт Шуман и особено на концерт № 3 за пиано и оркестър и Соната за пиано № 57 на Лудвиг ван Бетховен.
Педагогическата дейност на Пелишек започва непосредствено след завръщането ѝ от Виена. Първоначално е преподавател в Музикалното училище в Пловдив (1923 – 1925 г.) От 1925 – 1930 г. работи в Държавната музикална академия като извънреден преподавател, а в периода 1931 – 1939 г. като редовен професор. С вещо ръководство тя изгражда хармонично-технически и музикално бъдещите концертиращи пианисти. Приучава учениците си да свирят с разнообразен и красив пеещ тон, да предават вярно стила и характера на пиесата и да довеждат развитието и естествено до кулминациите. Едновременно с това тя възпитава у младите хора чувството за художествена мярка. В педагогическата си работа тя търси винаги новото, не робува на закостенели принципи. Много от нейните ученици са известни български изпълнители – Дора Лазарова, Милена Моллова, Дянко Илиев, Светла Протич, Георги Азманов, всички победители и носители на престижни награди от конкурси. Сред най-изтъкнатите ученици на Пелишек са и Венцеслав Янков, Ото Либих, Мара Петкова, Люба Обретенова, Лидия Кутева, Възкресия Вълчанова, Катя Цветкова.
През 1969 г. ѝ е присъдено званието „народна артистка“, а през 1979 година става героиня на социалистическия труд, носителка е и на орден „Георги Димитров“. През 1977 година прекратява преподавателската си дейност в Академията.